# كراسيمير جورجييف
كراسيمير جورجييف (بالبلغارية: Красимир Георгиев)‏ هو لاعب كرة قدم بلغاري في مركز الهجوم، ولد في 23 أبريل 1986 في صوفيا في بلغاريا. لعب مع فيهرين ساندانسكي ونادي سبارتاك بليفين ونادي ليتكس لوفتش.